# Marcus Klemp
Marcus Klemp (* 14. Juni 1982 in Rostock) ist ein deutscher Para-Ruderer. Er startet seit 2022 für den Olympischen Ruderclub Rostock von 1956 e. V. (ORC Rostock) und gehört seit 2002 der Nationalmannschaft Para-Rudern an. Er nahm 2008 und 2021 an den Paralympics teil.
Klemp ist für PR1 klassifiziert und wurde für diese Klasse im Einer erstmals zur Europameisterschaft 2020 in Poznan nominiert. Dort errang er im Finale die Bronze-Medaille. 2021 konnte er bei der Europameisterschaft dieses Ergebnis wiederholen. Da 2019 bereits ein Quotenplatz Rudern für die deutsche Para-Nationalmannschaft erreicht worden war, konnte Klemp erst bei der „Final Paralympic Qualification Regatta“ in Gavirate einen Startplatz für die Paralympics in Tokio 2021 erlangen. Bei den Paralympics selbst erreichte Klemp in der Gesamtwertung Platz 8 (2. Platz im B-Finale PR1M1x).
2022 nahm Klemp aufgrund seiner Ausbildung bei der Bundeswehr nur an der Weltmeisterschaft in Racice teil und erreichte dort im A-Finale Platz 5.
2023 wurde Klemp bei der Europameisterschaft in Bled erneut Dritter. Im A-Finale bei der Weltmeisterschaft in Belgrad 2023 erreichte Klemp Platz 4 und qualifizierte sein Boot (PR1M1x) für die Paralympics 2024.
Der DRV hat Klemp im Januar 2024 für die Nominierung zu den Paralympischen Spielen im PR1M1x vorgeschlagen. Die Entscheidung darüber trifft der DBS als nationales paralympischen Komitee.

## Sportlicher Werdegang
Klemp begann mit dem Rudern im Alter von 14 Jahren in seinem Wohnort Ribnitz-Damgarten. Anfangs trainierte Klemp, der durch eine Cerebralparese seit der Geburt in der Bewegung eingeschränkt ist, in der Juniorenmannschaft des Ribnitzer Sportvereins 1919 e. V. und nahm als Leichtgewichtsruderer an Regatten in seiner Altersklasse teil.
Nachdem Klemp 2001 zum ersten Mal an einer deutschen Ergometermeisterschaft im Handicaprudern teilgenommen hatte, wurde er 2002 zur Weltmeisterschaft in den Vierer mit Steuermann (LTAMix4+) berufen, der bei der ersten gemeinsamen Weltmeisterschaft Rudern / Para-Rudern in Sevilla Platz 7 erreichte. Er blieb Teil dieser Mannschaft, die in der Besetzung mit Kathrin Wolff, Marcus Klemp, Michael Sauer, Susanne Lackner und Arne Maury (Steuermann) bei der Weltmeisterschaft 2007 in München die Goldmedaille errang und bei den Paralympics 2008 Patz 4 erreichte.
2011 gehörte Klemp ebenfalls der Nationalmannschaft an, kam aber als Ersatzmann zu keinem Einsatz. In seiner letzten Saison in der Klassifizierungsstufe LTA 2013 erreichte er bei der Weltmeisterschaft in Chungju (Korea) zusammen mit Anke Molkenthin Platz 2 und gewann damit die Silbermedaille.
Mit Fortschreiten der Einschränkungen startete Klemp ab der Saison 2014 in der Klassifierungsstufe TAM (später: PR2). Meist startete er im Mixed 2x mit verschiedenen Partnerinnen, zuletzt in der Saison 2019 mit Amalia Sedlmayr.
Seit 2020 ist Klemp für PR1 klassifiziert.

## Varia
Klemp startete bis 2020 weiterhin für seinen ursprünglichen Heimatverein Ribnitzer Sportverein 1919 e. V. 2021 wechselte er zur Offenbacher Rudergesellschaft Undine, seit 2022 startet er für den ORC Rostock.
Klemp ist gelernter Bürokaufmann und seit 2023 Beamter in der Bundeswehrverwaltung.